# 쓰보가와역
쓰보가와역(일본어: 壺川駅 쓰보가와에키[*])는 일본 오키나와현 나하시에 있는 모노레일 철도역이다.

## 역사
- 2003년 8월 10일 : 개업.

## 역 구조
상대식 승강장 2면 2선의 구조로, 에스컬레이터와 엘리베이터 있다.

### 승강장
| 번호 | 노선                        | 행선                |
| ---- | --------------------------- | ------------------- |
| 1    | ■ 오키나와 도시 모노레일 선 | 데다코우라니시 방면 |
| 2    | ■ 오키나와 도시 모노레일 선 | 나하공항 방면       |

## 주변 시설
역 남서쪽을 고쿠바 강이 따라가고 강 건너에는 오노야마 공원이 있다. 당역에서는 보행자 및 자전거용 "기타메이지 다리"로 오노야마 공원과 연결되어 나하 마츠리 등의 행사 중에는 혼잡하다.
공공 기관, 공공 시설
- 오키나와 현영 오노야마 공원 - 도보 1분

우체국
- 나하 중앙 우체국

숙박 시설
- 오키나와 국제 유스 호스텔 - 도보 약 5분
- 오키나와 하버 뷰 호텔 - 도보 약 10분

도로
- 국도 제329호선

## 인접 정차역
| 오키나와 도시 모노레일 선  | 오키나와 도시 모노레일 선 | 오키나와 도시 모노레일 선      |
| -------------------------- | ------------------------- | ------------------------------ |
| 오노야마공원 나하공항 방면 | 일반 열차                 | 아사히바시 데다코우라니시 방면 |